# 리프트 라이벌즈 2019 - 레드 리프트
리프트 라이벌즈 2019 - 레드 리프트는 리프트 라이벌즈 2019 LPL/LCK/LMS&VCS 지역 경기이다.

## 개요
- 주최 : 라이엇 게임즈
- 주관 : 라이엇 게임즈

### 방식
- 풀 리그
  - 각 지역의 스프링 순위 별로 3팀씩 묶어 서로 단판 경기를 치른다.
  - 가장 성적이 좋은 지역은 결승에 직행하고 나머지 두 지역은 준결승을 치른다.
  - 동률인 경우, 상위 그룹의 성적으로 순위를 정하며 모든 그룹에서 성적이 같은 경우 순위 결정전을 치른다.
- 결승 토너먼트
  - 5전 3선승제
  - 1~4경기는 한 팀씩 경기를 치르고, 5경기는 에이스 결정전

### 변경된 점
- 베트남 챔피언십 리그(VCS)가 참가하여 LMS와 연합팀을 이루게 되었다.
- LMS & VCS는 우승팀이 1, 2번 시드로 배정받고 준우승팀이 3, 4번 시드를 배정받는다.

### 일정
- 풀 리그 : 7월 4일 (목) ~ 7월 5일 (금)
- 준결승 : 7월 6일 (토)
- 결승 : 7월 7일 (일)

### 경기장
- 장충체육관 (프로배구 서울 우리카드 위비, GS칼텍스 서울 KIXX의 홈 경기장)

## 풀 리그
| 리그      | 경기 | 승 | 패 | 결과   |
| --------- | ---- | -- | -- | ------ |
| LCK       | 8    | 7  | 1  | 결승   |
| LPL       | 8    | 5  | 3  | 준결승 |
| LMS & VCS | 8    | 0  | 8  | 준결승 |

| 1그룹           | 1그룹 | 1그룹 | 2그룹       | 2그룹 | 2그룹 | 3그룹           | 3그룹 | 3그룹 | 4그룹        | 4그룹 | 4그룹 |
| 팀              | 승    | 패    | 팀          | 승    | 패    | 팀              | 승    | 패    | 팀           | 승    | 패    |
| --------------- | ----- | ----- | ----------- | ----- | ----- | --------------- | ----- | ----- | ------------ | ----- | ----- |
| 인빅터스 게이밍 | 2     | 0     | 그리핀      | 2     | 0     | 킹존 드래곤X    | 2     | 0     | 담원 게이밍  | 2     | 0     |
| SK 텔레콤 T1    | 1     | 1     | JD 게이밍   | 1     | 1     | 펀플러스 피닉스 | 1     | 1     | 탑 e스포츠   | 1     | 1     |
| 플래시 울브즈   | 0     | 2     | 대싱 버팔로 | 0     | 2     | 매드 팀         | 0     | 2     | EVOS e스포츠 | 0     | 2     |

| 대 진 표      | 대 진 표 | 대 진 표 | 대 진 표        | 일 정     | 일 정          |
| ------------- | -------- | -------- | --------------- | --------- | -------------- |
| 블루 진영     | 스코어   | 스코어   | 레드 진영       | 매치 번호 | 날짜           |
| 플래시 울브즈 | 패       | 승       | SK 텔레콤 T1    | 1경기     | 2019년 7월 4일 |
| 담원 게이밍   | 승       | 패       | EVOS e스포츠    | 2경기     | 2019년 7월 4일 |
| 대싱 버팔로   | 패       | 승       | JD 게이밍       | 3경기     | 2019년 7월 4일 |
| 킹존 드래곤X  | 승       | 패       | 펀플러스 피닉스 | 4경기     | 2019년 7월 4일 |
| 탑 e스포츠    | 승       | 패       | EVOS e스포츠    | 5경기     | 2019년 7월 4일 |
| JD 게이밍     | 패       | 승       | 그리핀          | 6경기     | 2019년 7월 4일 |
| 매드 팀       | 패       | 승       | 킹존 드래곤X    | 7경기     | 2019년 7월 5일 |
| 플래시 울브즈 | 패       | 승       | 인빅터스 게이밍 | 8경기     | 2019년 7월 5일 |
| 탑 e스포츠    | 패       | 승       | 담원 게이밍     | 9경기     | 2019년 7월 5일 |
| 그리핀        | 승       | 패       | 대싱 버팔로     | 10경기    | 2019년 7월 5일 |
| 매드 팀       | 패       | 승       | 펀플러스 피닉스 | 11경기    | 2019년 7월 5일 |
| SK 텔레콤 T1  | 패       | 승       | 인빅터스 게이밍 | 12경기    | 2019년 7월 5일 |

## 결승 토너먼트
|  | 준결승전 | 준결승전  | 준결승전 |  |  | 결승전 | 결승전 | 결승전 |  |
|  |          |           |          |  |  |        |        |        |  |
|  | 2nd      | LPL       | 3        |  |  |        |        |        |  |
|  | 3rd      | LMS & VCS | 0        |  |  | 1st    | LCK    | 3      |  |
|  |          |           |          |  |  | SFW    | LPL    | 1      |  |

### 준결승전
| 대 진 표        | 대 진 표 | 대 진 표 | 대 진 표      | 일 정     | 일 정          |
| LPL             | 스코어   | 스코어   | LMS & VCS     | 매치 번호 | 날짜           |
| --------------- | -------- | -------- | ------------- | --------- | -------------- |
| JD 게이밍       | 승       | 패       | 플래시 울브즈 | 1경기     | 2019년 7월 6일 |
| 탑 e스포츠      | 승       | 패       | 매드 팀       | 2경기     | 2019년 7월 6일 |
| 펀플러스 피닉스 | 승       | 패       | 대싱 버팔로   | 3경기     | 2019년 7월 6일 |

### 결승전
| 대 진 표     | 대 진 표 | 대 진 표 | 대 진 표        | 일 정     | 일 정          |
| LCK          | 스코어   | 스코어   | LPL             | 매치 번호 | 날짜           |
| ------------ | -------- | -------- | --------------- | --------- | -------------- |
| 킹존 드래곤X | 승       | 패       | 인빅터스 게이밍 | 1경기     | 2019년 7월 7일 |
| SK 텔레콤 T1 | 승       | 패       | 탑 e스포츠      | 2경기     | 2019년 7월 7일 |
| 그리핀       | 패       | 승       | 펀플러스 피닉스 | 3경기     | 2019년 7월 7일 |
| 담원 게이밍  | 승       | 패       | JD 게이밍       | 4경기     | 2019년 7월 7일 |